# Спортивная улица (Иваново)
Спорти́вная у́лица — улица города Иванова. Располагается в Октябрьском районе, в местечке Пустошь-Бор. Начинается от улицы Гнедина и идет до Лыжной улицы. Протяжённость — 0,9 км.
На пересечении с улицей Полка Нормандия-Неман имеет разрыв длиной около 50 м.

## История
Улица была образована в 1927 году. Она была названная по расположенному на ней стадиону «Локомотив». Рядом с улицей расположены два Спортивных переулка. Является одной из центральных в своем местечке Пустошь-Бор.

## Архитектура
Застройка улицы смешанная: дома от 1 до 5 этажей.

## Здания и сооружения
- Дом № 19/2 — стадион «Локомотив». На нем расположена Специализированная детско-юношеская школа олимпийского резерва № 1 «Текстильщик»[1].
- Дом № 21 — ивановский «Интердом» им. Е. Д. Стасовой[2].